# フェデリコ2世ナポリ大学
フェデリコ2世ナポリ大学（イタリア語：Università degli Studi di Napoli Federico II、英語：The University of Naples Federico II）は、イタリア共和国南部の都市ナポリに位置する国立大学である。1224年にローマ皇帝フリードリヒ2世によって設立され、ヨーロッパ初の設立型大学として成立した。日本では単にナポリ大学と呼ばれることが多い。なお、フェデリコは設立者であるフリードリヒのイタリア語読みである。

## 沿革
フェデリコ2世・ナポリ大学は1224年にローマ皇帝でありシチリア王でもあったフリードリヒ2世によって、教皇の保護下で繁栄したボローニャ大学に対抗して創設されることとなった。設立された当時は、高額な報酬を約束して著名な教員を招き、多くの学生が学びに来るように学生に対しても多くの特権を与えた。一方で大学は強力な国家統制の下に置かれ、大学の最高監督権は皇帝によって任命された国家のチャンセラー（書記官長）が有していたなど、大学が君主権力に完全に服属していたという点は教員主体のパリ大学、学生主体のボローニャ大学と対照的である。もっとも、当時のナポリ大学の中核を構成していたのはボローニャで学位を取得したシチリア王国出身の法学者たちであった。
ナポリ大学は設立された当初は成功せず、1231年には早くも医学部が閉鎖された。1253年には一度ナポリでの再建を諦め、全学部をサレルノ大学に移して古い医学校に統合する試みがなされたが、これも失敗したため結局ナポリでの再建を目指すことになる。1258年にシチリア王マンフレーディによってナポリに大学が戻されることとなったが、その際に医学校はサレルノに残された。最終的には1266年、シチリア王シャルル・ダンジュー（カルロ1世）による再建によってナポリ大学はようやく機能しはじめるようになった。
1987年、それまでの大学名の「ナポリ大学」から「フェデリコ2世・ナポリ大学」に改名された。

## 組織
現在は13学部で構成されている。
- 人文学部
- 法学部
- 政治学部
- 社会学部
- 経済学部
- 建築学部
- 工学部
- 理学部
- 生命科学部
- 農学部
- 薬学部
- 医学部
- 獣医学部